# Carlette Guidry
Carlette Denise Guidry (auch: Guidry-White; * 4. September 1968 in Houston) ist eine ehemalige US-amerikanische Sprinterin.
Bei den Olympischen Spielen 1992 in Barcelona gewann sie die Goldmedaille in der 4-mal-100-Meter-Staffel. Gemeinsam mit Evelyn Ashford, Esther Jones und Gwen Torrence verwies sie in 42,11 s die Stafetten des Vereinten Teams und Nigerias auf die Plätze. Im 200-Meter-Lauf wurde Guidry in 22,30 s Fünfte.
1995 holte sie bei den Hallenweltmeisterschaften in Barcelona die Bronzemedaille im 60-Meter-Lauf und gewann bei den Weltmeisterschaften in Göteborg in der 4-mal-100-Meter-Staffel die Goldmedaille. In 42,12 s setzte sich das US-Quartett, bestehend aus Celena Mondie-Milner, Guidry, Chryste Gaines und Torrence gegen die Mannschaften aus Jamaika und Deutschland durch. Im 100-Meter-Lauf verpasste Guidry als Vierte eine Medaille knapp.
Bei den Olympischen Spielen 1996 war sie wieder Mitglied der US-amerikanischen 4-mal-100-Meter-Stafette. Allerdings wurde sie dieses Mal nur in der Qualifikationsrunde eingesetzt. Im Finale holten Gaines, Devers, Inger Miller und Gwen Torrence die Goldmedaille für die Vereinigten Staaten. Im 200-Meter-Lauf belegte Guidry in Atlanta den achten Rang.
Nationale Meisterin wurde sie im Freien 1991 über 100 Meter und 1994 sowie 1996 über 200 Meter. In der Halle holte sie den US-Titel 1995 über 200 Meter und 2000 über 60 Meter.
Carlette Guidry ist 1,70 m und wog in ihrer aktiven Zeit 66 kg. Sie wurde von Bev Kearney trainiert. 1991 schloss sie an der University of Texas ein Studium der Soziologie ab. 1994 heiratete sie den ehemaligen Sprinter Mon White.

## Bestleistungen
- 50 m (Halle): 6,15 s, 9. Februar 1996, Reno
- 60 m (Halle): 7,04 s, 4. März 1995, Atlanta
- 100 m: 10,94 s, 14. Juni 1991, New York City
- 200 m: 22,14 s, 23. Juni 1996, Atlanta
  - Halle: 22,73 s, 4. März 1995, Atlanta
- 400 m: 51,51 s, 17. April 1994, Walnut